# 竹内桜
竹内 桜（たけうち さくら）は、日本の漫画家。
1987年、読み切り作品『a.Long.Break』でデビュー。同年の読み切り作品『ぼくのマリー』は1994年に『週刊ヤングジャンプ』誌上で連載化され人気を博し、1996年にはOVA化もされた。
その後、『特命高校生』の連載や数度の読み切り掲載を経て、2002年から2007年にかけて『ヤングアニマル』で連載されていた『ちょこッとSister』（作画担当、原作は雑破業）は同誌の看板作品の一つとなり2006年にはテレビアニメ化された。

## 主な作品

### 連載
- ぼくのマリー（1994年 - 1997年、『週刊ヤングジャンプ』）
- 特命高校生（1998年 - 1999年、『ヤングアニマル』）
- ちょこッとSister（原作：雑破業、2002年 - 2007年、『ヤングアニマル』）
- ステューディオ5（2008年10月 - 2013年6月、『ヤングアニマルあいらんど』）
- 赤龍の乙女（2008年12月 - 2010年10月、『JC.COM』）
- 民法改正〜日本は一夫多妻制になった〜（原作：あかほりさとる、2015年 - 2018年、『ヤングアニマル』）
- うしみつ★inc（2014年5月2日 - 2015年4月3日、『ヤングアニマルDensi』、2018年4月2日、『マンガPark』）
- 大セイコウ童女様（くらたけ名義）（2022年10月29日 - 2023年9月29日、『ハレム』）

### 読み切り、その他
- 竹内桜短編集（1999年）収録作品
  - ぼくのマリー（『増刊ヤングジャンプ』S62年ザ・グレート青春号掲載）※後に連載作品としてリメイク
  - I♥鉄太郎（『ベアーズクラブ』H4年春号・H5年12月号掲載、『週刊ヤングジャンプ』平成10年52号・平成11年1号掲載）
  - スタンス（『別冊ヤングジャンプ』H9年7/27号掲載）
  - 流星少女（『週刊ヤングジャンプ』H9年36・37合併号掲載）
  - 鯨人（『週刊ヤングジャンプ』H10年6・7号掲載）
  - trajet（『別冊ヤングジャンプ』H12/15号掲載）
  - ※なお、I♥鉄太郎 第1話は短編集のためにリメイクしたものを収録。
- ちょこッとSister（『ヤングアニマル』H14年24号掲載）※後に連載へ移行。第0話として単行本1巻に収録。
- ぱにっく!! けろけろ王国（ぱじゃまソフト）※キャラクター原画（フォルモーサのみ）